# 107561 Quinn
107561 Quinn este o planetă minoră (asteroid) din centura de asteroizi. A fost descoperită pe 28 februarie 2001 la Badlands Observatory⁠(d) de Ron Dyvig⁠(d) și a fost numită după Quinn⁠(d). 
Obiectul prezintă o orbită caracterizată de o semiaxă mare de 2,4590060553461 UAi, o excentricitate de 0,1499982022153, o înclinație de 1,4623817801565 ° în raport cu ecliptica.